# Бєлопашино
Бєлопашино (рос. Белопашино) — присілок в Ленському районі Архангельської області Російської Федерації.
Населення становить 235 осіб. Входить до складу муніципального утворення Сойгинське поселення.

## Історія
Від 2004 року входить до складу муніципального утворення Сойгинське поселення.

## Населення
| 2002 | 2009 | 2010 | 2012 |
| ---- | ---- | ---- | ---- |
| 305  | ↘289 | ↘232 | ↗235 |